# 巴克斯 (密蘇里州佩里縣)
巴克斯（英語：Barks）是位於美國密蘇里州佩里縣的非建制地區。

## 歷史
巴克斯的郵局於1899年設立，其後於1919年停運。

## 地理
巴克斯所處的海拔為高於海平面204米（即669英呎），而該地所採用的時區為UTC-6，即北美中部時區（CST）。同時該地設有夏令時間，為UTC-6調快一小時，即UTC-5（CDT）。